# Голубковське
Голубко́вське (рос. Голубковское) — село у складі Алапаєвського міського округу (Верхня Синячиха) Свердловської області.
Населення — 928 осіб (2010, 1044 у 2002).
Національний склад населення станом на 2002 рік: росіяни — 96 %.